# SAND

SAND ili Subotičko Atletičko Nogometno Društvo je bio nogometni klub u okviru športskog društva pod istim imenom. Društvo je osnovano 6. lipnja 1920. godine na temeljima bivšeg društva MTE (Munkas Testedzo Egyesulet, hr. Radničko tjelovježbačko udruženje), čiji je rad zabranjen 6. travnja 1920. godine. Boja društva je bila crveno-crna.
Na prvenstvu 1927. završio je na 4. mjestu od ukupno 6. Nakon tog rezultata dvojica su najboljih SAND-ovih nogometaša Miloš Beleslin i Geza Siflis, pozvani u jugoslavenskuk reprezentaciju koja je zaigrala na OI 1928. godine.
SAND-ov stadion je bio prvi stadion u državi koji je dobio električnu rasvjetu, još 1930-ih.
Klupske boje 1932. bile su crvena i crna, a klupska adresa Hotel Beograd.
Ovaj je klub dao ove reprezentativce:
- Miloš Beleslin
- Janoš Horvat
- Mihaly Keckes
- Geza Siflis

## Vanjske poveznice
- Weltfussball SAND (njemački)